# ホルヒ
ホルヒ（Horch）は、第二次世界大戦中まで存続したドイツの自動車メーカーおよびそのブランド。

## 沿革

### 創業期

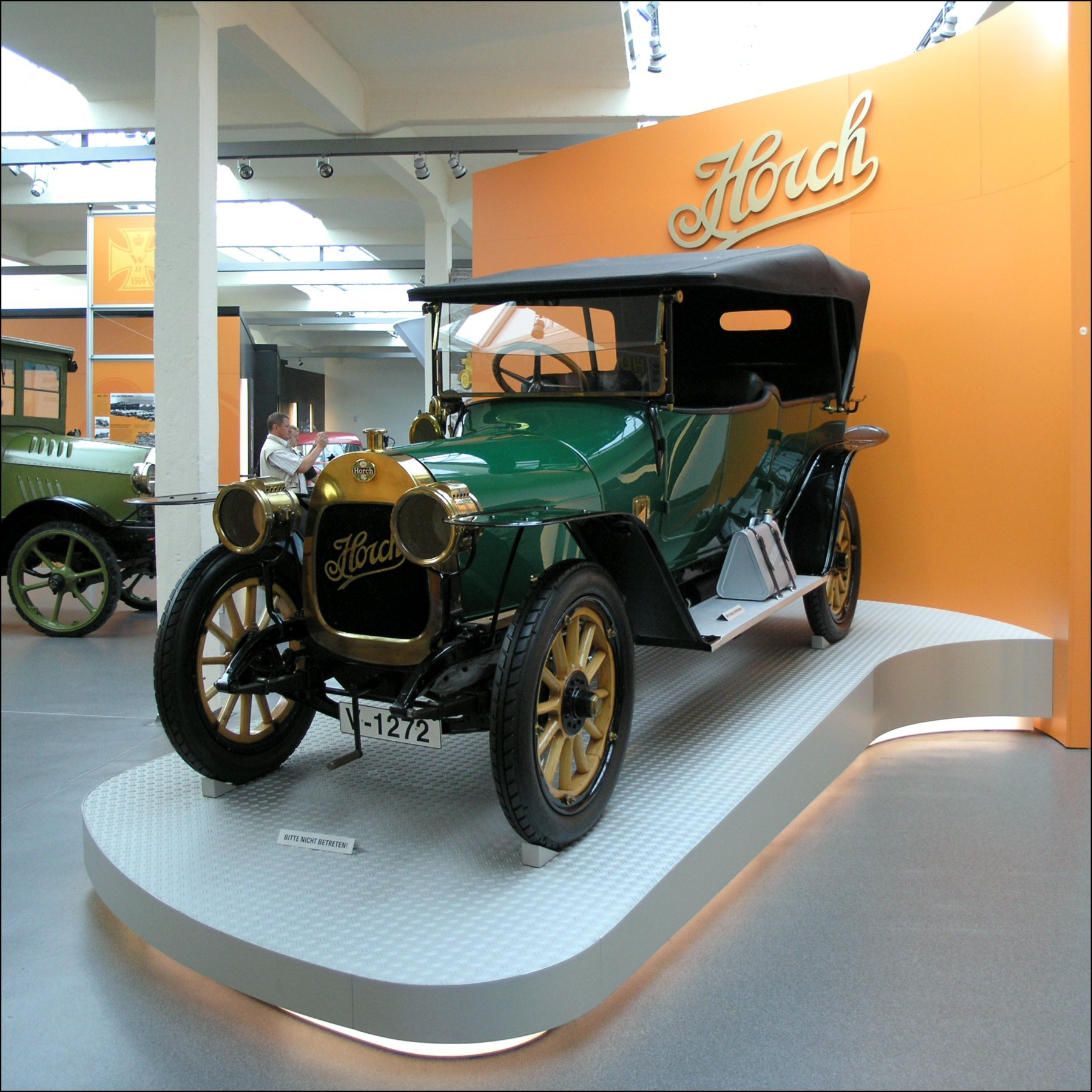
ホルヒ・12/28PS（1911年）

1898年11月14日、アウグスト・ホルヒは当時工場長を務めていたベンツ社から独立し、自らの名前の付いた自動車製造工場を設立するに至った。
ケルンにあったこの工場の設立当初は自動車の修理工場だったが、やがて完成車の設計を行うようになり、生産工場となった。1901年に第1号自動車「Type 4/5PS」を完成させる。 翌年には生産拠点をブラウンに移し、さらに2年後の1904年には工場をザクセン州ツヴィッカウに移転する。
ホルヒの生産する自動車は、アルミ製エンジンの採用など先進的な設計を用いており、高品質で性能は優れていた。1906年には「タイプ18/22ps」が当時のドイツにおける大自動車レースであった「ヘルコマー・カップ」に出場、最小排気量車ながら見事に優勝する。
これに伴い、ホルヒの生産台数は年々伸びていった。2度も工場移転したのはそのためである。しかし、アウグスト・ホルヒは技術と品質を過度に重視するあまり、その名前とは裏腹に経営陣の意見に耳を傾けず、経営面への配慮を欠く傾向があった。このため出資者である経営陣との対立が起き、1909年にアウグスト・ホルヒは会社を去ってしまう。
直後、アウグスト・ホルヒは新たに「アウグスト・ホルヒ自動車製作有限会社ツヴィカウ」を興し、「ホルヒ」の車名を使って自動車を製造する。しかし、旧ホルヒ社の経営陣はアウグスト・ホルヒに「ホルヒ」名の使用差し止めを求めた。裁判の結果「ホルヒ」ブランドを使えなくなったアウグスト・ホルヒは、新たにアウディ社を立ち上げることになる。

### ホルヒのいないホルヒ

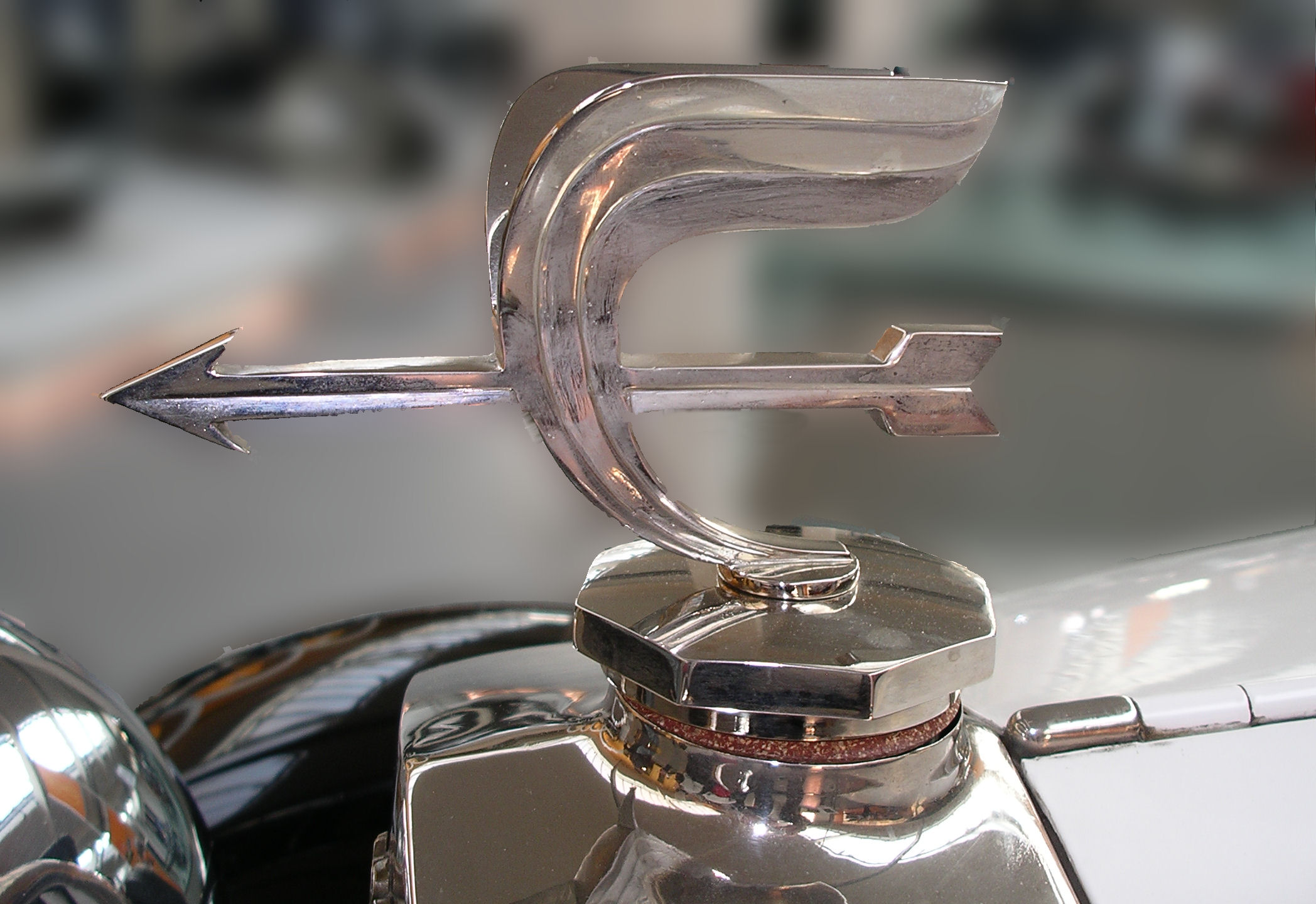
「翼を持った矢」のエンブレム

創業者を失ったホルヒ社は超高級車メーカーへと転身し、高品質なプレステージカーを製作していく。
ホルヒ社は、当時のドイツでも極めて大型の直列8気筒エンジンをいち早く導入した。1926年には初の量産8気筒モデル「303」を発売、1927年には8気筒モデルに「翼を持った矢」形のエンブレムを採用する。1930年にはやはり8気筒の「500」を送り出した。
1931年には、モンディアル・ド・ロトモビルにV型12気筒の「670」を出展する。高度な設計を伴った超高級車であったが、ドイツにおいて競合するマイバッハ・ツェッペリンやグローサー・メルセデスに比べればかなりの低価格であった。この「600」、「670」はアウトウニオン結成1年後に姿を消している。

### アウトウニオンのホルヒ

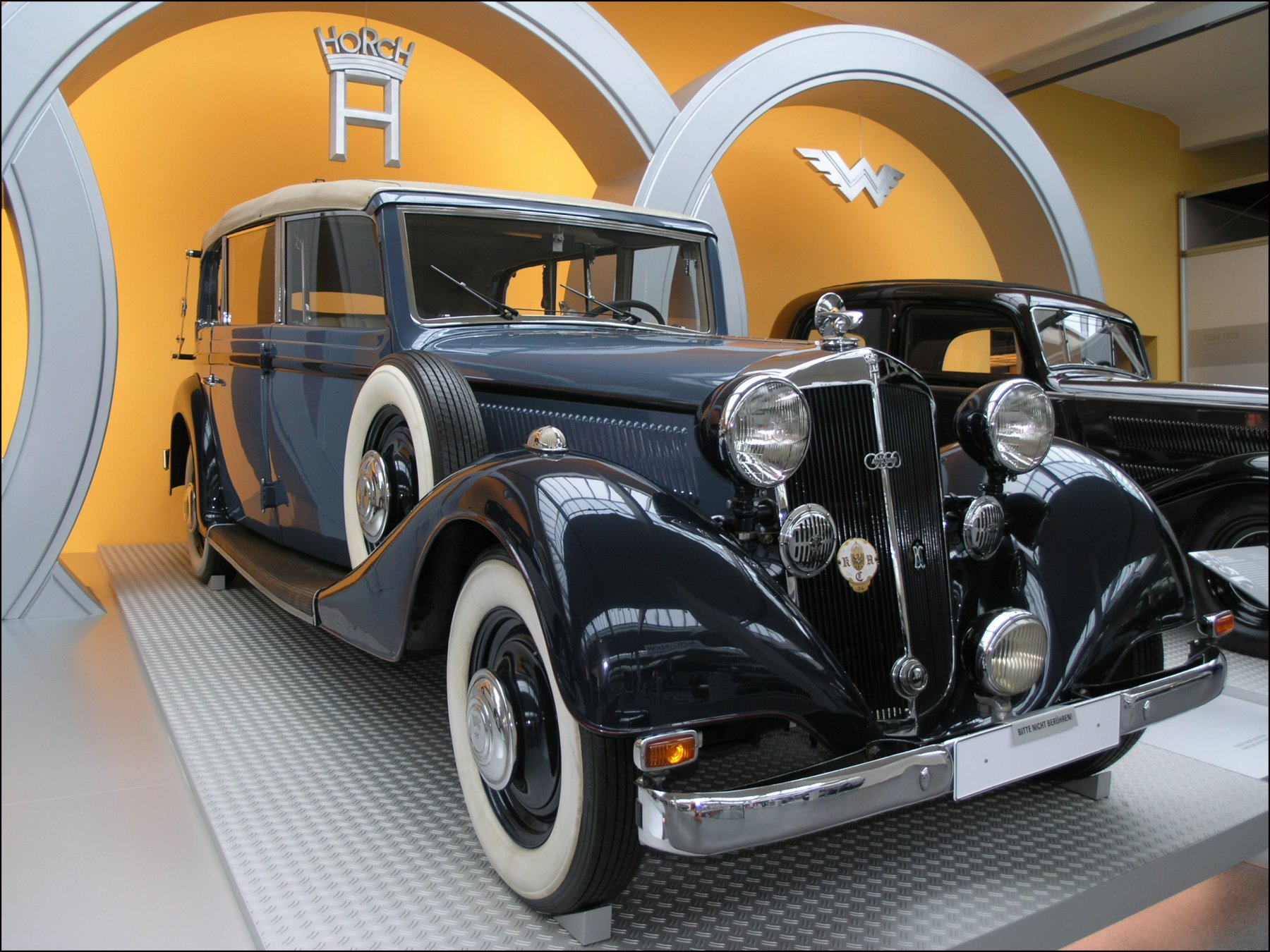
ホルヒ・830BL

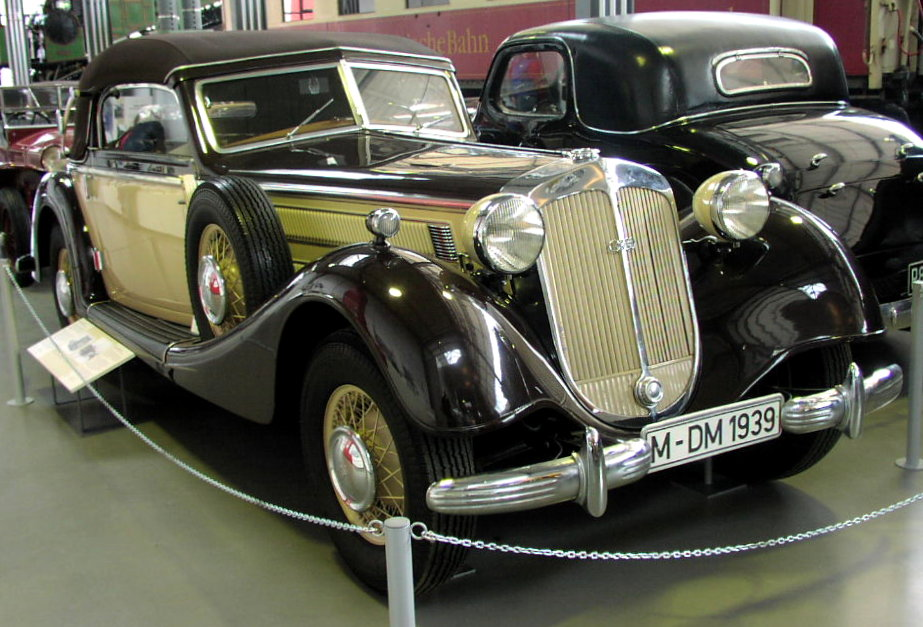
ホルヒ・853A

1932年にアウディ・ホルヒ・DKW・ヴァンダラーの民族系4社協同でアウトウニオンが結成される。ホルヒはアウトウニオングループの最高級車レンジをカバーするモデルとなり、高品質・高性能で名を馳せた。
翌1933年、ドイツ初のV型8気筒エンジン搭載量産車「830」を発表。12気筒モデルは定着せず、以後のホルヒのフラッグシップモデルは直列8気筒SOHC車となる。1935年登場の「850」を元に、1937年には「853」「951」を送り出した。1939年時点のラインナップはV8エンジンが930Vと830BL、直列8気筒エンジンが951A、853A、855となっている。この時代のホルヒとして代表的なものは「853」「951」の両シリーズである。
1939年には、当時のトレンドであった流線型を取り入れた「930S」が完成する。風洞実験によってCd値は0.43を達成したが、本格量産には至らなかった。
ホルヒ社では標準的なリムジーネ・ボディを除いて、全て外部のコーチビルダーにコーチワークを依頼していた。代表的なコーチビルダーはドレスデンのグレザー社である。このグレザー社はアウディ・920など、ホルヒ以外のボディ架装も行っていた。
メルセデス・ベンツと並んで、この時代のホルヒはドイツ国内資本の高級車の代表であり、ナチスの公用車としてもしばしば用いられた。もっともホルヒはそのステータスではメルセデスにやや譲るところがあり、ヒトラーほかナチスの上級高官はパレードでもその殆どがグローサー・メルセデスを用いていたが、ヘルマン・ゲーリングは唯一人の例外で、パレードでは彼一人が白いホルヒを使っている例もある。一説によれば、ゲーリングは大のメルセデス嫌いであったという。
これらのナチスに関する記憶はのちのちまで忌まわしいイメージとされ、名門とされた「ホルヒ」ブランドの戦後の復活を妨げているという説もある。
第二次世界大戦が始まると軍用車の製造に専念するようになり、統制型乗用車の車種であるホルヒ 108やホルヒ 901などを始めとする、オフロード仕様の大型乗用車や装甲車の生産が行われた。

### 第二次世界大戦後

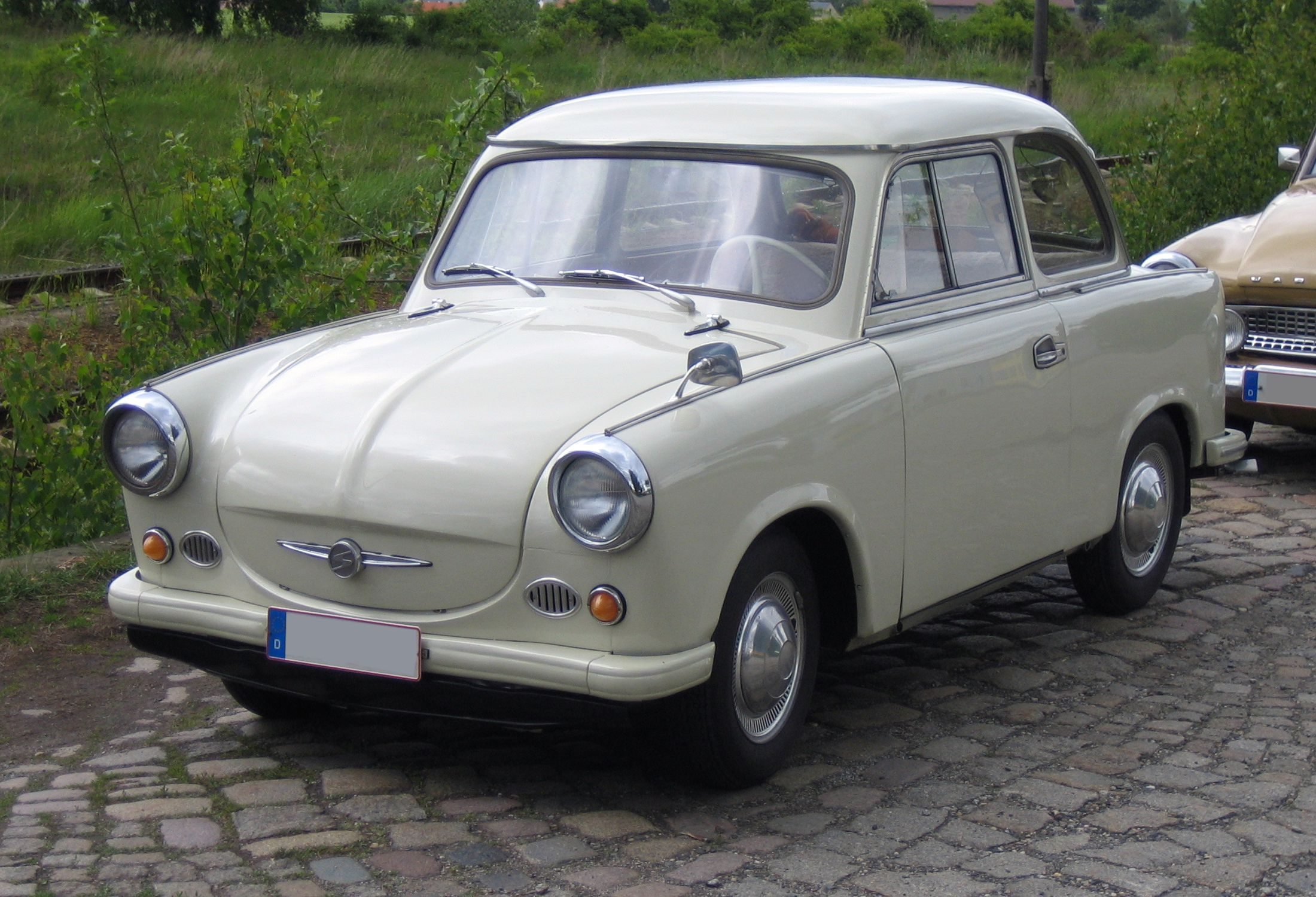
初期型のトラバントP50

ザクセン州地域は第二次世界大戦後、ソビエト連邦の占領地となり、のちには東ドイツとなる。旧アウトウニオン社は解体され、経営陣は西側に移って新たにアウトウニオンを再生する。
ケムニッツ県（Chemnitz  東ドイツ時代には「カール・マルクス・シュタット」karl-Marx-Stadt と一時改名されていた）のツヴィカウにあった旧ホルヒ工場は、東ドイツ人民公社（VEB）のVEBザクセンリンク(VEB Sachsenring Automobilwerke Zwickau)となった。
同工場は1949年から小型乗用車生産を再開、当初は戦前同様木骨ボディのDKWマイスタークラッセを「IFA-F8」として生産したが、1950年からDKWゾンダークラッセに類似した全鋼製ボディの3気筒モデル「IFA-F9」に移行した。
1956年からは旧ホルヒ系エンジン搭載の中型車「ザクセンリンクP240」を開発して限定生産。1958年以降有名な2ストローク2気筒前輪駆動車の「トラバント」を生産開始する。このモデルは陳腐化した基本構造を変えないまま、1991年まで長期間生産された。
しかし、「ホルヒ」ブランドが東西両ドイツにおいて復活することはなく、西側のアウトウニオンの企業系譜は後のアウディに繋がることになる。
「ホルヒ」ブランドの復活がなされていない理由として以下の説が挙げられる。
- メルセデス・ベンツは特殊な最高級大型モデルに至るまで自社ジンデルフィンゲン工場でコーチワークの殆どをまかなうことができたが（これは特異なケースである）、ホルヒでは多くの戦前高級車メーカー同様、先述の様に大半のボディを外部のコーチビルダーに委ねていた。そのため、大戦後の東ドイツにおける社会主義体制の下では生産を維持できなかったからだという説。
- 一番大きな理由として、上記の様に大戦中にナチス高官に使用されたからだという説（しかし、ホルヒ以上に重用されたメルセデス・ベンツは存続している。第二次世界大戦後の東ドイツでは大戦前の自動車ブランドの復活例は少なく、また西側でも超高級車の市場は縮小した）。

## ホルヒの車種

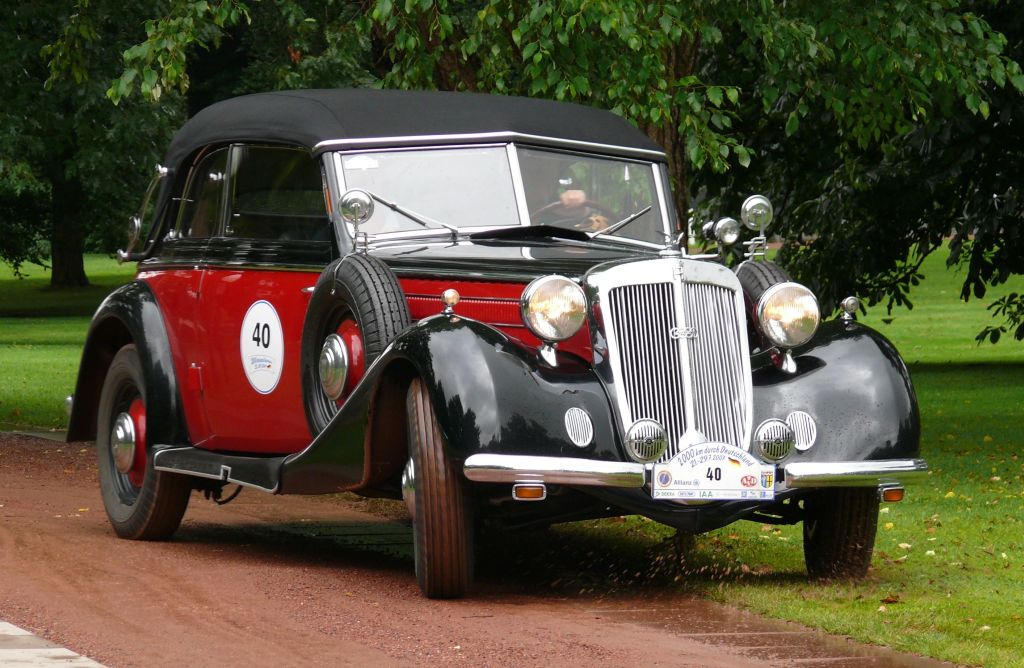
ホルヒ・930V（カブリオレ）

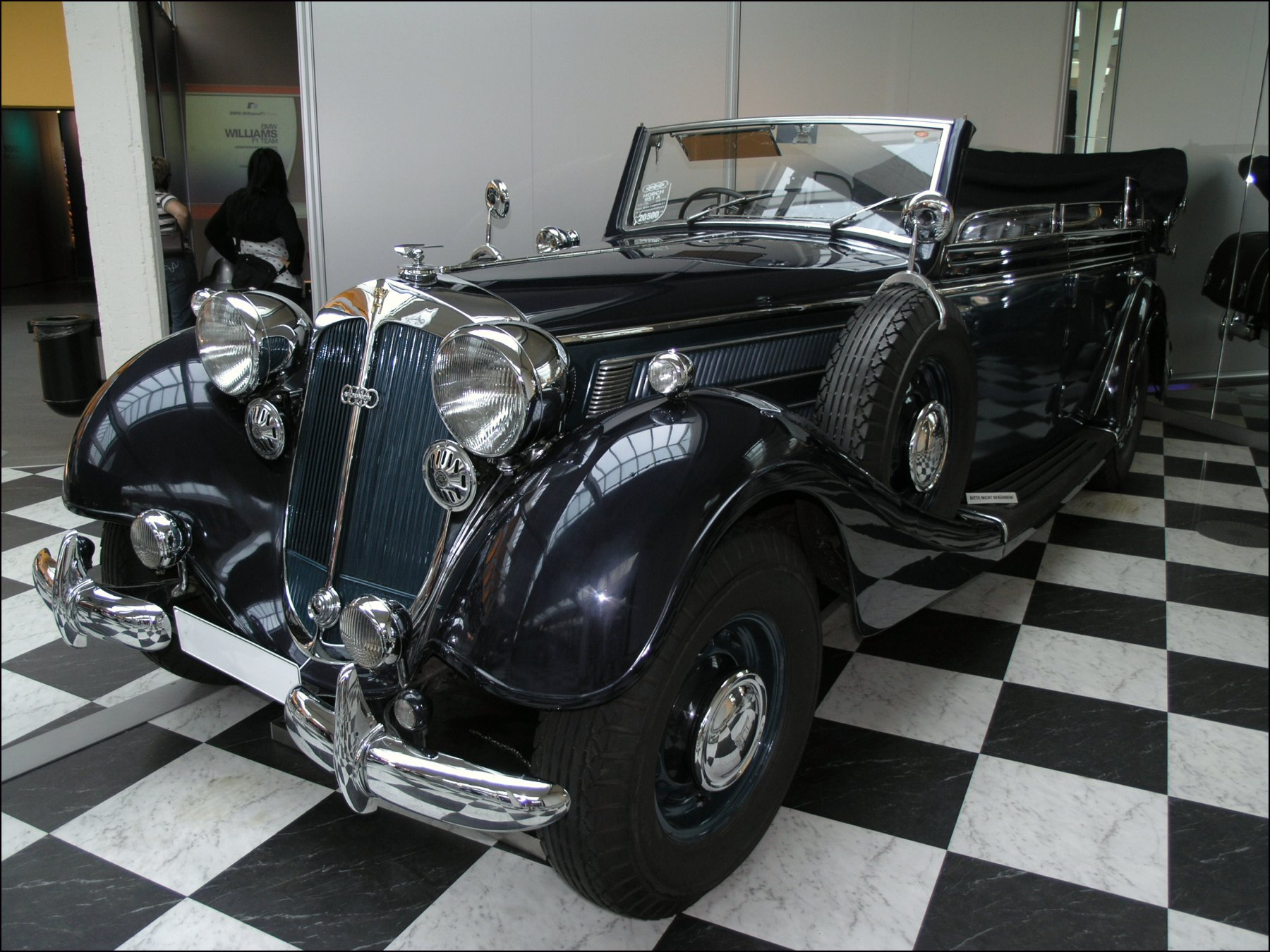
ホルヒ・951A

830(B,BL,BK)
3.5L V型8気筒エンジン搭載。ホルヒのボトムレンジを担う車種。BLはLWB仕様。BKはSWB仕様。
930(L,S,V)
ボディはそのままに830の3.5Lエンジンを3.8Lに拡大したもの。930Sは他のモデルとは全くの別物で、空力抵抗を考慮しており、ヘッドライトやフェンダーが現代のモデルの様に一体化され、流線型にデザインされている。しかし、この930Sは第二次世界大戦による乗用車生産のストップにより、結局は量産化に至らずに終わった。
853
ホルヒを代表するスペシャリティカー。853は1935年2月から1937年9月まで、853Aは1937年10月-1940年1月までそれぞれ生産された。
951(A)
ホルヒのトップレンジを担うモデル。エンジンは直列8気筒SOHC。Glaser(コーチワークを行った会社名)・LWB・Pullman・Cabrioletという3列シート車もある。Pullman・Limousineを例にして、ホイールベースが3.745mで、価格が18750RM、車重が2760kg、最高速度が135km/h。
600
1931年-1933年まで生産されていたモデル。6L V型12気筒エンジン（120ps）搭載。ホイールベースは2.375m。
670
1931年~1933年まで生産されていたモデル。6L V型12気筒エンジン（120ps）搭載。ホイールベースは3.45m。価格はオープンカーで22500RM、グローサー・メルセデスやマイバッハ・ツェッペリンに比べれば破格の安さであった。
855

## 日本へ渡ったホルヒ
戦前、日本へ渡ったホルヒはごく僅かだったと言われている。中には中国大使館が所有する830があった。それ以外にも、後のCAR GRAPHICを生み出した小林彰太郎は、中国大使館の830とは別であろう1935年型830を確認している（※参考文献：二玄社 昭和の東京 カーウォッチング）。

## ギャラリー

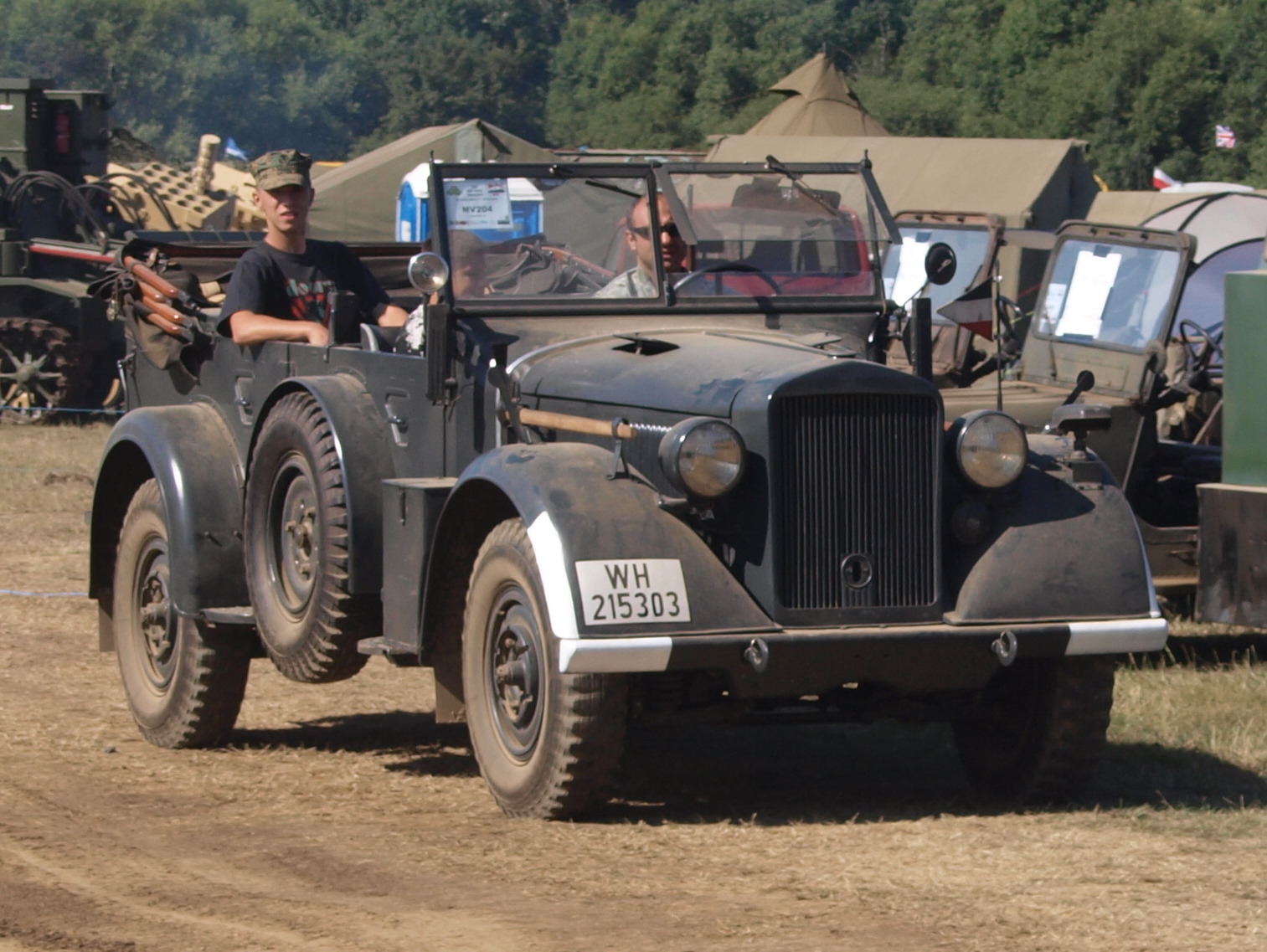
ホルヒ901
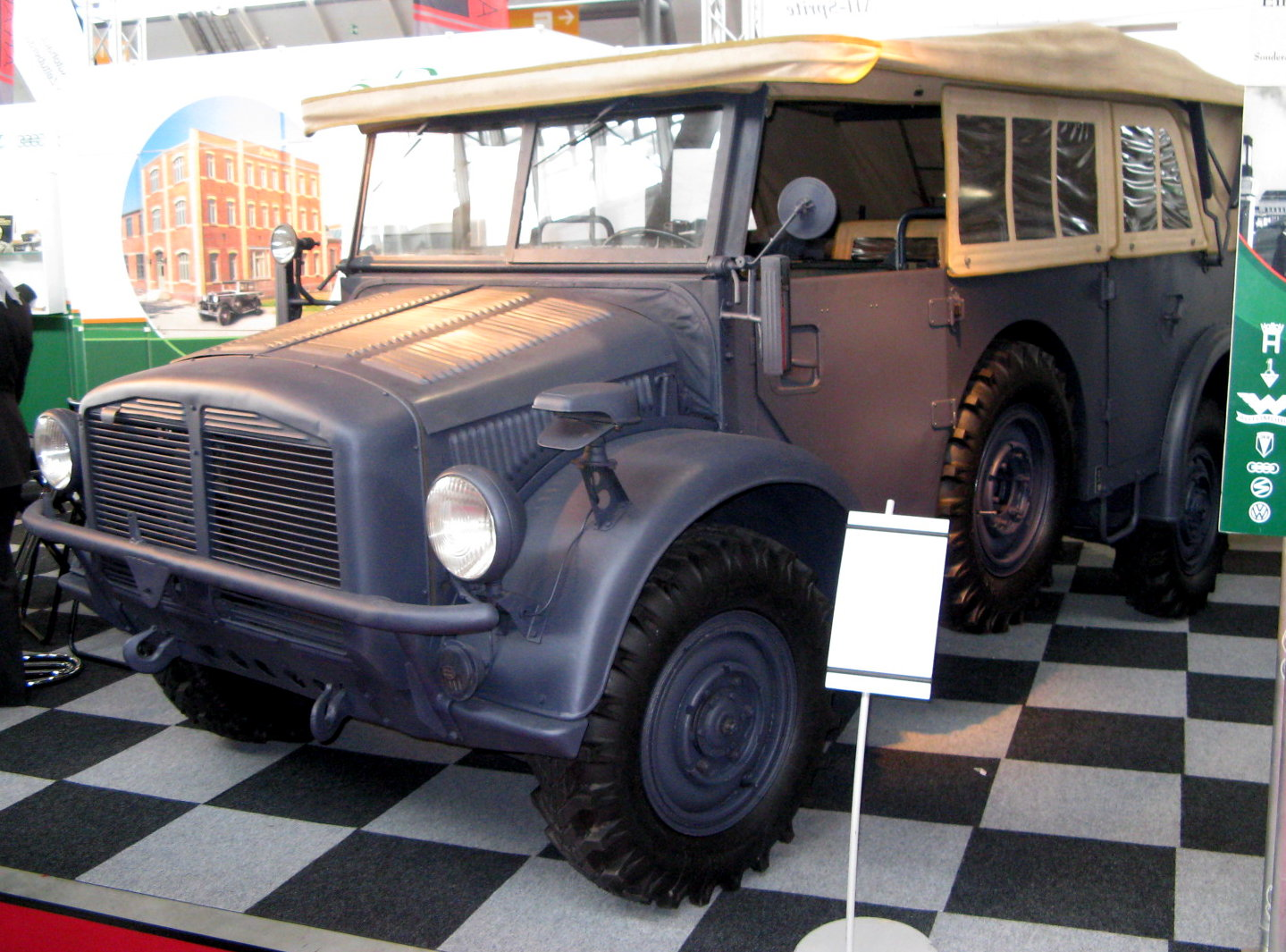
ホルヒ108
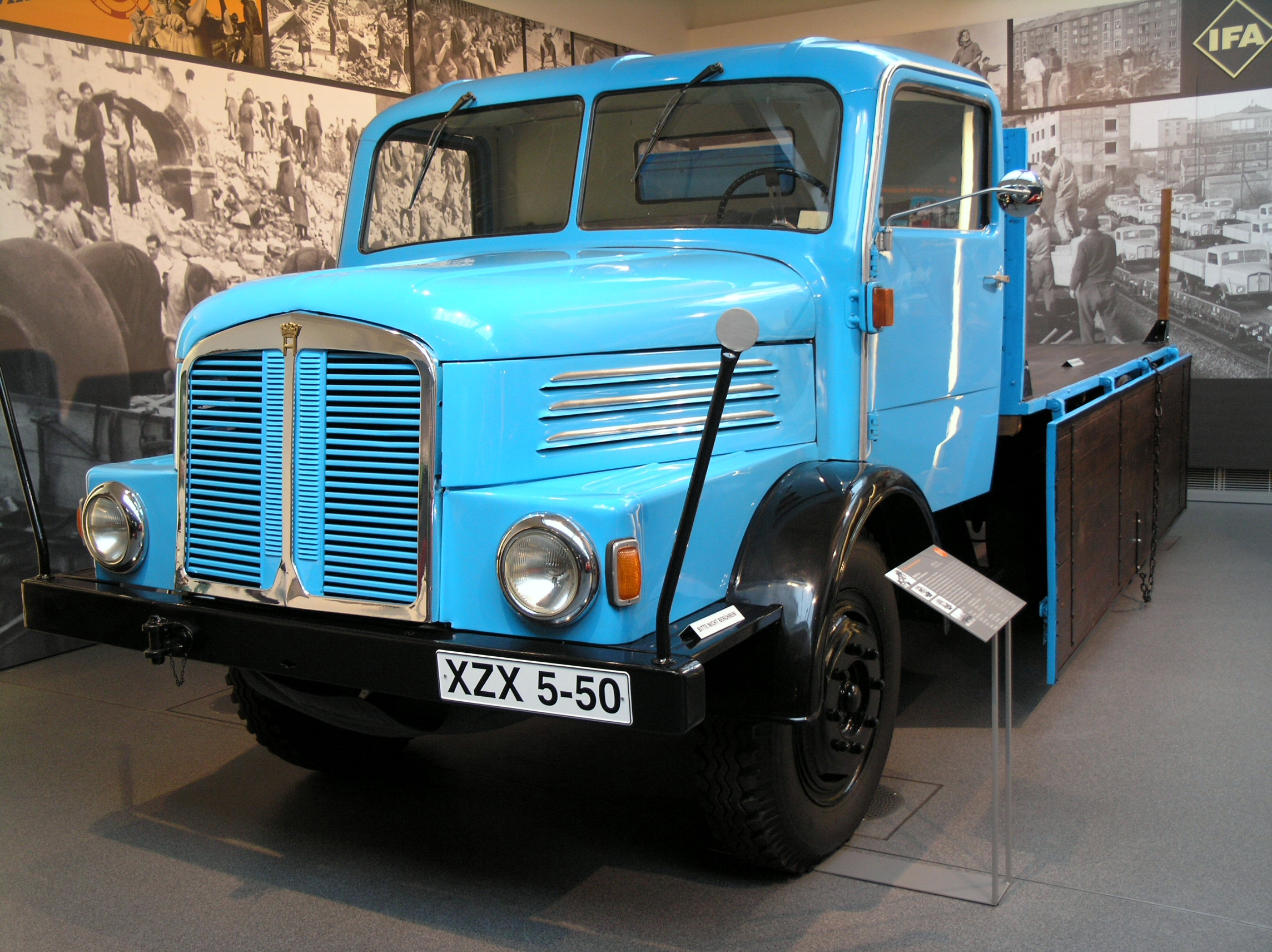
3,5-to-Lkw Horch H3A (1954)
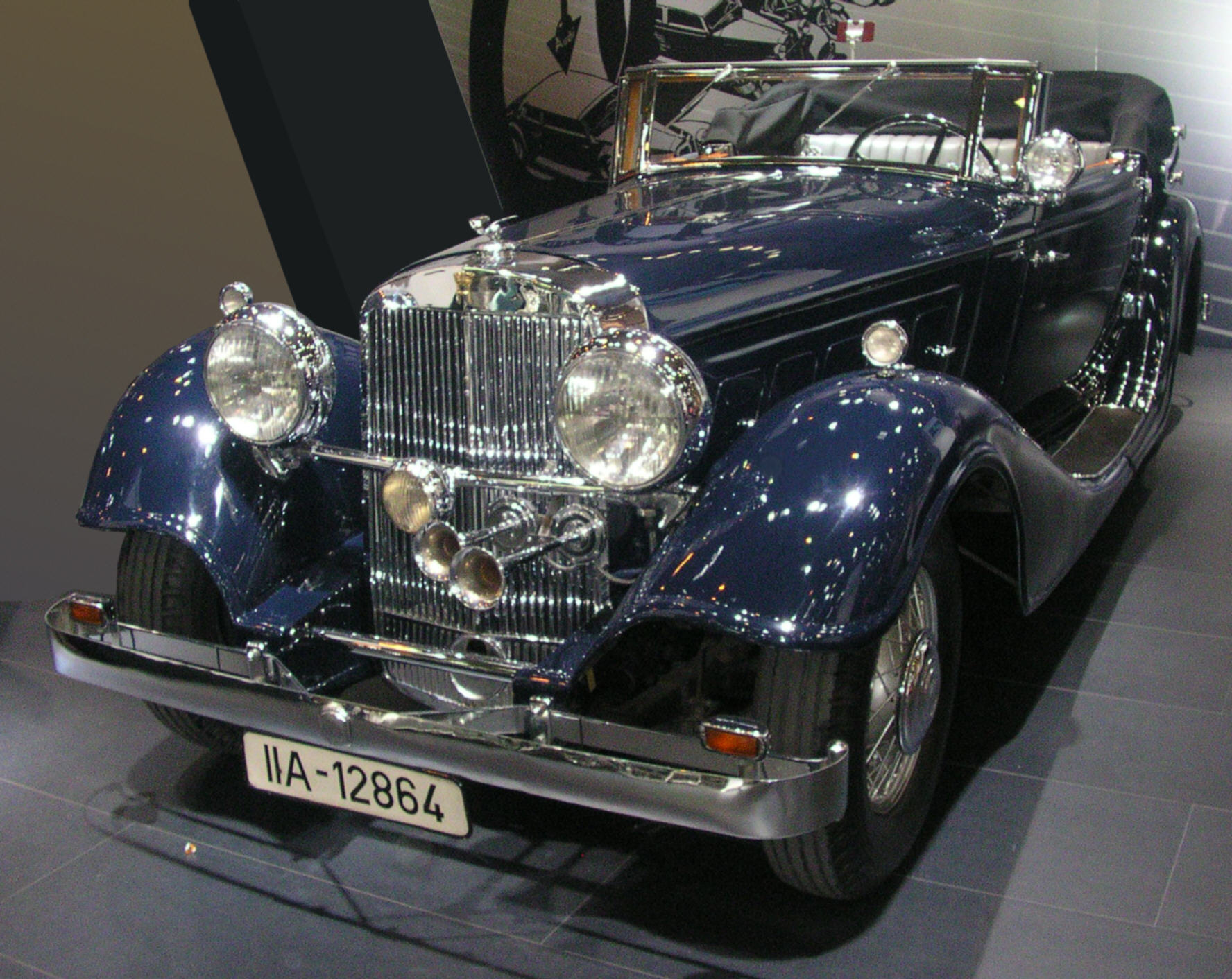
ホルヒ 670-V12 (1932)
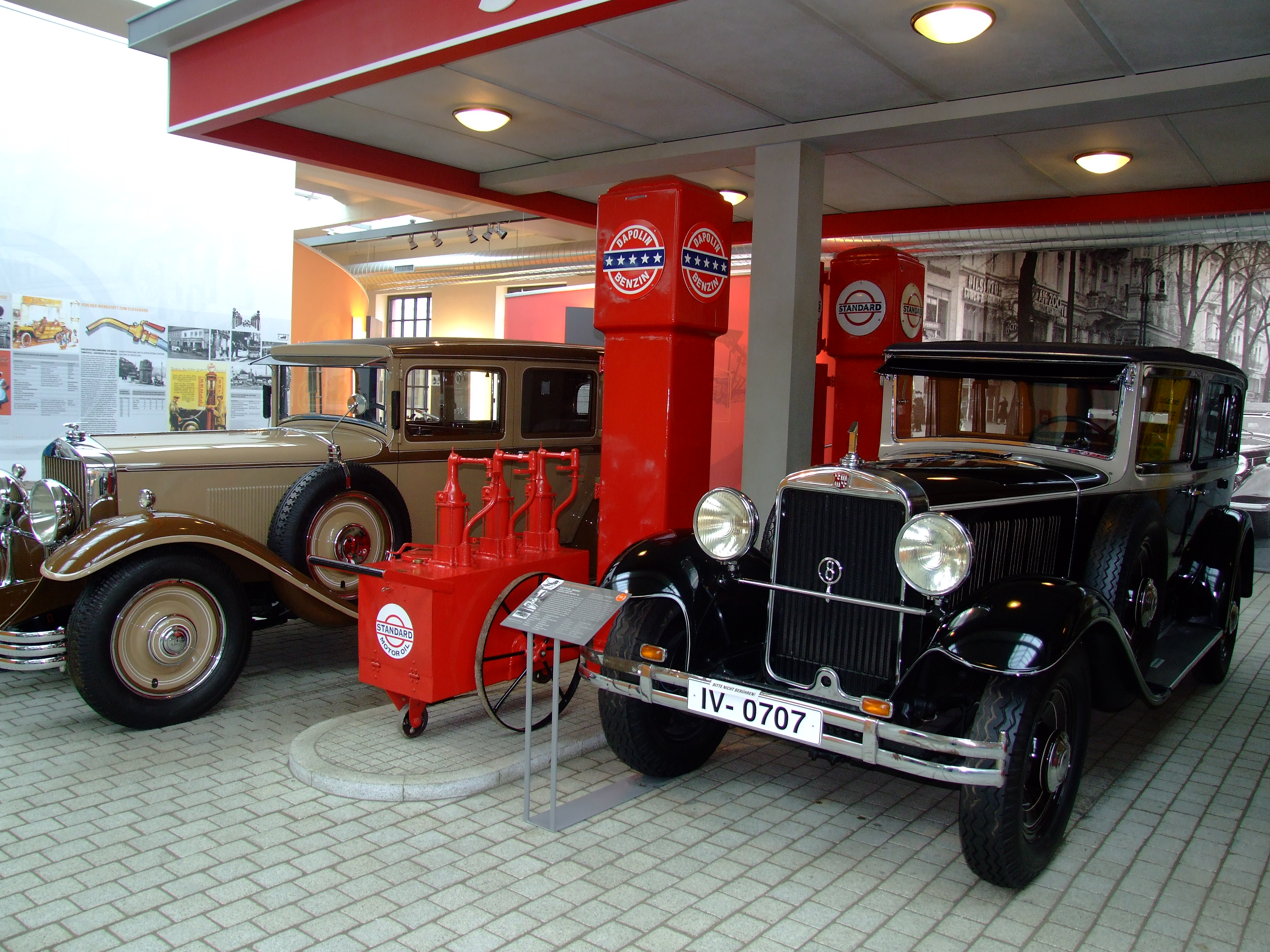
アウグストホルヒ博物館に展示されるホルヒ 479と1930年式アウディtyp SS Zwickau